# 张爱华
张爱华（？—），男，汉族，中华人民共和国政治人物，现任中国共产党第二十届中央纪律检查委员会委员，中央军委国防动员部政治工作局主任、国家国防教育办公室主任。